# Klubi Sportiv Luftëtari Gjirokastër
El KS Luftëtari Gjirokastër fue un equipo de fútbol de la ciudad de Gjirokastër (Albania). Fue fundado en 1926 y jugó en la Kategoria Superiore.

## Historia
Fue fundado en el año 1926 con el nombre Shqiponja Gjirokastër, teniendo varios cambios de nombre en su historia, los cuales fueron:
- Gjirokastër (1949)
- Puna Gjirokastër (1951)
- Luftëtari Gjirokastër (1958)
- Shqiponja Gjirokastër (1992)
- Luftëtari Gjirokastër (2002-20)

El club colapsó el 29 de septiembre de 2020 debido a malos manejos financieros y a los jugadores que abandonaron al club para mejorar sus carreras. Se creó a un nuevo equipo con el nombre AF Luftëtari que participó por primera vez en la Kategoria e Dytë.

## Palmarés
- Kategoria e Parë: 8

1934, 1962–63, 1965–66, 1974–75, 1988–89, 1993–94, 1998–99, 2015–16
- Zëri i Popullit Cup: 1

1977
- Copa Bashkimi: 1

1983
- Zëri i Rinisë Cup: 1

1982
- Shtypi Popullore Shqiptare Cup: 1

1977
- Copa del 50º Aniversario del Fútbol de Albania: 1

1963

## Participación en competiciones de la UEFA
| Temporada | Torneo             | Ronda             | Club      | Casa | Visita | Global |
| --------- | ------------------ | ----------------- | --------- | ---- | ------ | ------ |
| 2018–19   | UEFA Europa League | 1° Clasificatoria | Ventspils | 3–3  | 0−5    | 3–8    |

## Jugadores

### Jugadores destacados
- Theodhori Kalluci
- Sefedin Braho
- Lefter Millo
- Arjan Xhumba
- Arjan Bellai
- Altin Haxhi
- Andrés Montero

## Entrenadores
- Adem Karapici
- Bahri Ishka
- Hito Hitaj (1978–1991)[4]
- Dhori Kalluci (1993–1994)
- Hito Hitaj (1994–1995)
- Mustafa Hysi (1995–1996)
- Kristaq Ciko (1997)
- Mustafa Hysi (1997–1999)
- Faruk Sejdini (1999–2000)
- Hysen Dedja (2000)
- Mustafa Hysi (2001)
- Mihal Çoni (2001)
- Ruzhdi Lamaj (2001–2002)
- Andrea Marko (2002)
- Mihal Çabi (2002–2003)
- Andrea Çulli (2002–2003)
- Arben Kumbulla (2003–2004)
- Mustafa Hysi (2004–2006)
- Ilir Spahiu (2006–2007)
- Mustafa Hysi (marzo 2007 – abril 2007)
- Edi Martini (abril 2007 – junio 2007)
- Andrea Çulli (2007 - 2008)
- Mustafa Hysi (julio 2011 – diciembre 2011)
- Nevil Dede (enero 2012 – octubre 2012)
- Edi Martini (octubre 2012 - abril 2013)
- Arjan Bellaj (abril 2013 – octubre 2013)
- Petraq Bifsha (2013 - 2014)
- Bledar Devolli (julio 2014 - febrero 2015)
- Vladimir Gjoni (Marzo 2015 - Mayo 2015)
- Mustafa Hysi (agosto 2015 - febrero 2016)
- Gerd Haxhiu (febrero 2016 – mayo 2016)
- Mladen Milinković (julio 2016 - junio 2017)
- Daniel Fernández (agosto 2017 - octubre 2017)
- Hasan Lika (octubre 2017 - mayo 2018)
- Miloš Kostić (julio 2018 - septiembre 2018)
- Gentian Mezani (septiembre 2018 - enero 2019)
- Julian Ahmataj (emero 2019 - junio 2019)
- Klodian Duro (junio 2019 - septiembre 2019 )
- Georgios Marantas (septiembre 2019 - diciembre 2019 )
- Neritan Novi (diciembre 2019 - enero 2020 )
- Nikolin Çoçlli (enero 2020  - septiembre 2020)